# جيب صخري سفلي
الجيب الصخري السفلي هي جيوب صغيرة تقع على الحدود السفلية للجزء الصخري من العظم الصدغي، واحدة على كل جانب. يصرف كل جيب صخري سفلي الجيب الكهفي في الوريد الوداجي الباطني.